# إنوس هووك
إنوس هووك هو محامي وسياسي أمريكي، ولد في 3 ديسمبر 1804 في واينسبرغ في الولايات المتحدة، وتوفي بنفس المكان في 15 يوليو 1841. نشط حزبياً في الحزب الديمقراطي. وقد انتخب عضو مجلس نواب بنسيلفانيا ‏ وانتخب عضو مجلس النواب الأمريكي ‏.